# 拉肯巴島

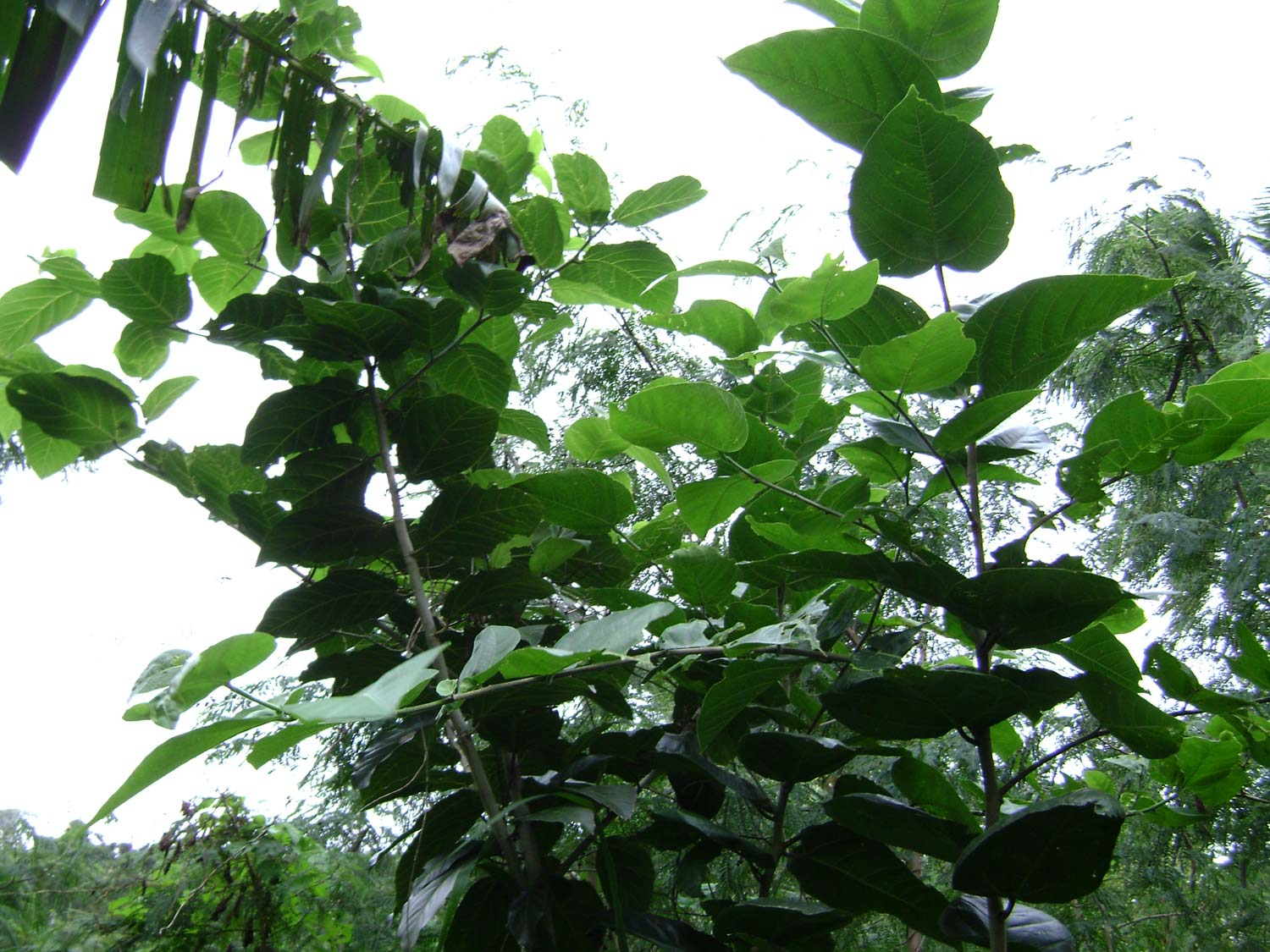

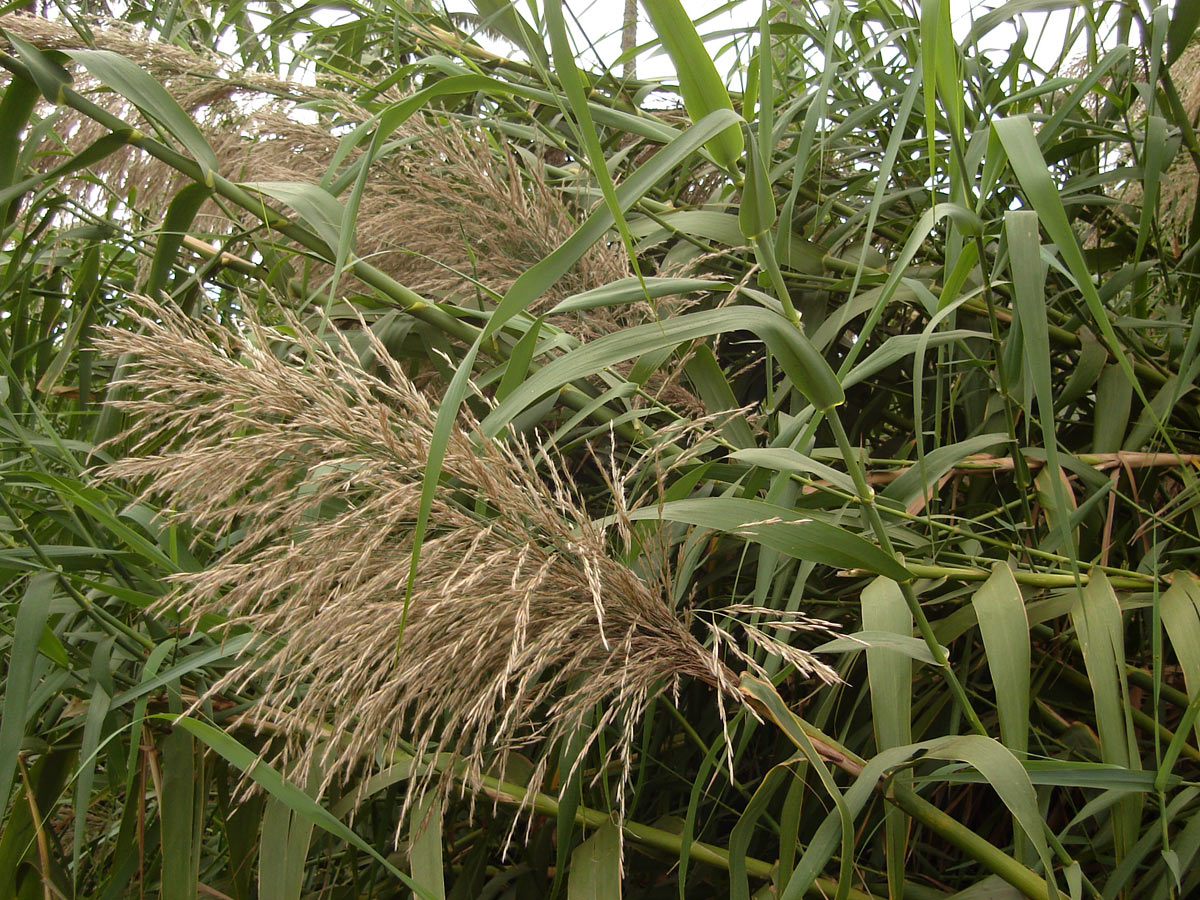

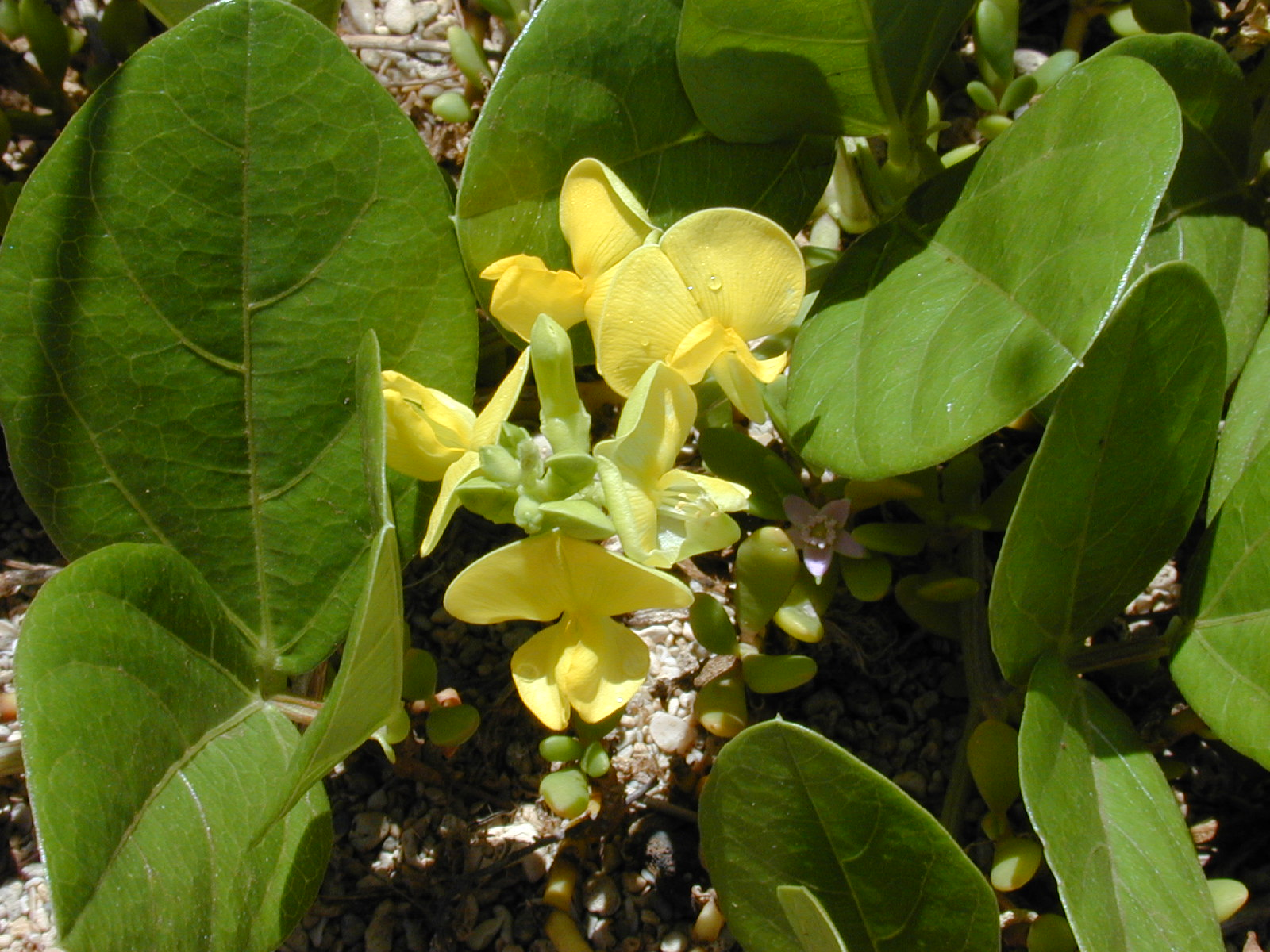

拉肯巴島（發音：[laˈkemba]）是斐濟的島嶼，位於納亞烏島東南12公里的太平洋海域，屬於劳群岛的一部分，長10.8公里、寬7.5公里，面積58.9平方公里，最高點海拔高度219米，人口約2,100。
18°13′S 178°47′W / 18.217°S 178.783°W